# Ducks and Green Pease

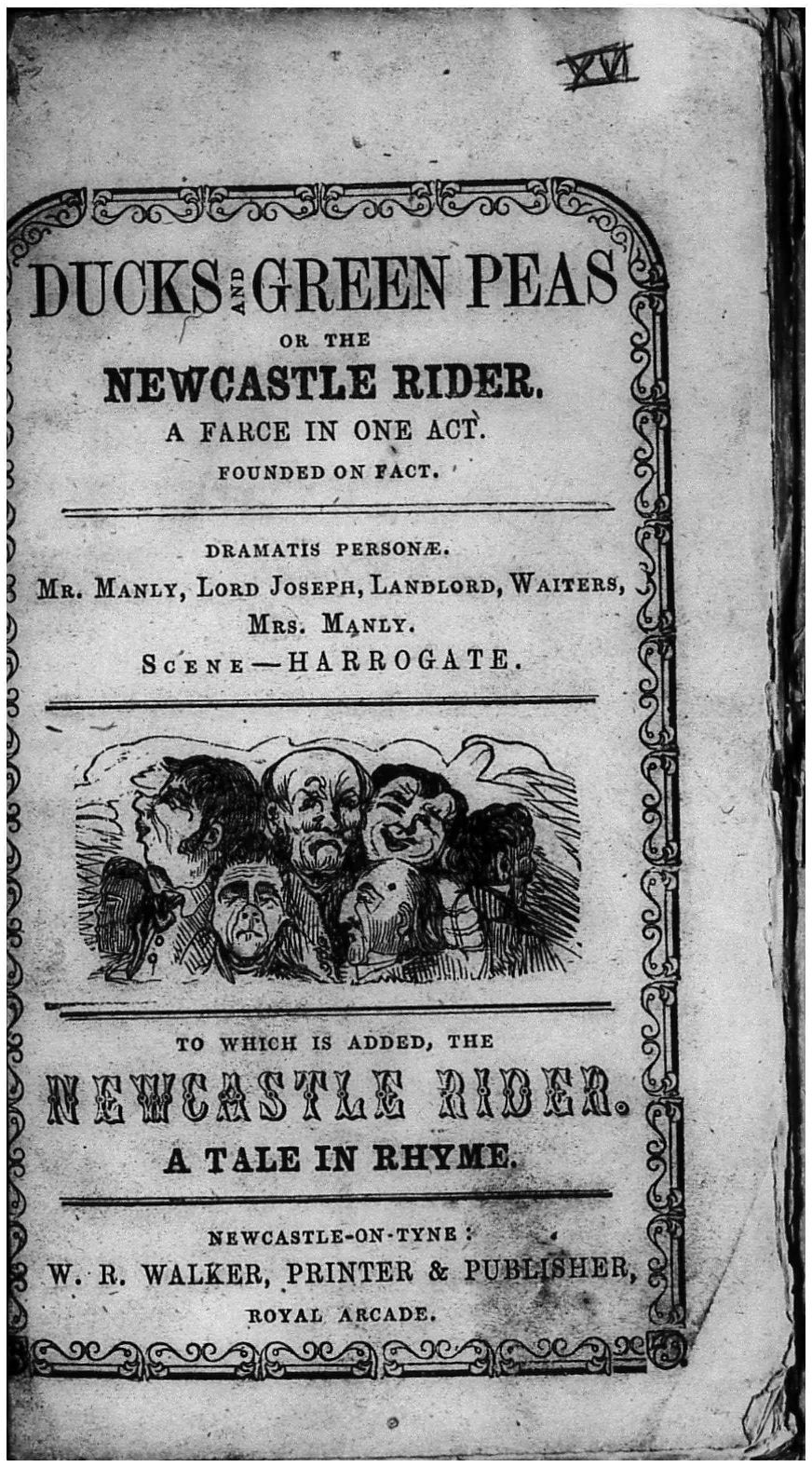
Titelblad

Ducks and Green Pease; or, The Newcastle Rider, ook kortweg Ducks and Peas genoemd, is een komische eenakter van de kapper en dichter John Lund, voor het eerst opgevoerd te Pontefract in het Engelse graafschap West Yorkshire. Het was het populairste werk van deze auteur en werd in 1777 gepubliceerd. Deze eenvoudige klucht beleefde herdrukken tot 1838. Het werk is gebaseerd op het volgens Lund waargebeurde verhaal van ene Joseph Booth uit Newcastle, aan wie hij reeds zijn gedicht The Newcastle Rider had gewijd.

## Samenvatting
Lord Joseph betreedt het hotel The Queen’s Head in Harrogate. De ober komt hem vragen wat hij wenst, maar hij wil alleen maar met de heer des huizes spreken, omdat hij dan zeker is dat hij naar behoren bediend wordt. In een terzijde zegt Joseph dat hij slechts een klerk is, maar dat zijn nieuwe hoed hem een aura van gedistingeerdheid verleent, en dat hij een beetje luxe best wel verdiend heeft. Wanneer de hotelbaas, Mijnheer Boniface, Joseph persoonlijk komt bedienen, bestelt hij twee vette eenden met erwten. De hotelbaas is verbaasd dat iemand twee hele eenden zelf wil verorberen. Hij vraagt Joseph of hij naar Harrogate gekomen is om het water van het kuuroord te drinken, waarop hij uiterst verontwaardigd reageert: „Zie ik er soms uit als een waterdrinker?”
In de tweede scène discussiëren de obers Harry en Tom over de verwaandheid van de nieuwe hotelgast, die boven in de beste kamer alleen wil eten. Dan arriveert een koets met twee nieuwe gasten, Mijnheer en Mevrouw Manly. Zij hebben natuurlijk honger na hun lange reis en Mevrouw Manly ruikt dat in de keuken eend wordt bereid. De hotelbaas moet hen teleurstellen: ze zijn bestemd voor een gast die boven dineert.
In scène vier amuseert Joseph zich kostelijk, nu hij eindelijk eens grote sier kan maken. Mijnheer Boniface komt hem vragen of hij de twee hotelgasten eventueel aan zijn tafel wil gehengen, waarop hij woedend reageert en de hotelbaas uitscheldt. In de tuin licht de hoteleigenaar Mijnheer en Mevrouw Manly in dat zijn hotelgast voet bij stuk houdt. Dit is buitengewoon onbeschoft gedrag. Mijnheer Manly verzoekt Boniface nogmaals omhoog te lopen en die ‘Lord Joseph’ te vragen of hij dan misschien alleen zijn vrouw aan tafel wil hebben; het verzoek van een dame kan hij beslist niet weigeren.
Het tafereel herhaalt zich: Boniface vraagt Joseph beleefd of hij zijn avondmaal samen met de vrouw wil nuttigen. Joseph wordt steeds brutaler en beledigender en stuurt hem kordaat weg: „Al ware het de koningin zelf, ze zal niet met mij eten!”
Nu wil Mijnheer Manly met Boniface meegaan om de confrontatie met de verwaande gast aan te gaan. Ze zijn wat ongerust, want misschien wordt die omhooggevallen man gewelddadig? Voor haar veiligheid kan Mevrouw Manly beter beneden blijven.
In de achtste scène zingt Joseph een liedje; hij vindt zijn hoed een uitstekende investering, nu iedereen hem voor een grote heer houdt. Mijnheer Manly bespiedt de pretentieuze hotelgast door een kier van de deur en herkent uiteraard meteen zijn klerk. Hij betreedt de kamer; Joseph valt door de mand, stamelt en is geheel van slag. Manly wijst hem terecht voor zijn gebrek aan elementaire wellevendheid. Joseph protesteert daarentegen dat zijn boekhouding onberispelijk is; Mijnheer Manly twijfelt er niet aan en verklaart dat het hem in wezen niet kan schelen hoe zijn klerken uitgedost zijn, vooropgesteld dat ze punctueel en correct te werk gaan en geen geld achterhouden. Daarvan kan Joseph in elk geval niet beschuldigd worden.
Joseph biedt zijn baas de eenden met erwten aan als geste van verzoening. Manly ziet de komische kant van de hele zaak wel in en nodigt Joseph uit aan tafel met hem en zijn vrouw. Zo zal Joseph uiteindelijk toch nog zijn lang verbeide eenden met erwten te eten krijgen. Wanneer ze allen beneden zijn, lacht het personeel hartelijk om Joseph die van zijn voetstuk gevallen is. Het is een geschiedenis die men zich nog lang zal herinneren.

## Receptie
Ducks and Green Pease is een stuk zonder literaire pretenties, maar was buitengewoon populair. Het werd ten minste herdrukt in 1777, 1778, 1793, 1820 en 1838. In de eenentwintigste eeuw is de klucht vergeten. In Pontefract bevindt zich een steegje dat Ducks and Green Pease Row heet.